# Rotació síncrona

La Lluna triga exactament una òrbita a fer un gir sobre el seu eix; els habitants del planeta mai podran veure el costat verd de la Lluna.

En astronomia, la rotació síncrona o sincrònica és un terme utilitzat per descriure
el moviment d'un cos que tarda el mateix temps a girar sobre si mateix que a completar una òrbita al voltant del cos central; per tant, manté sempre el mateix hemisferi apuntant cap al cos al qual orbita.
La Lluna es troba en rotació síncrona amb la Terra. De fet, molts dels satèl·lits naturals del sistema solar tenen rotació síncrona a causa de l'acoblament de marea.